# Associação Alemã de Esportes
A Associação Alemã de Esportes, também conhecida como Deutsch Sportive, foi uma associação esportiva brasileira fundada por imigrantes alemães na cidade de São Paulo cuja principal modalidade era o atletismo. Seu patrimônio físico era a sede que ficava às margens do rio Tietê, entre os clubes Estrela Polar, Sírio e Força Pública, onde hoje fica o Estádio do Canindé. 
Era um clube com muitas atividades, como por exemplo a ginástica e a ginástica de aparelhos com equipe de exibição. Tinha campos de futebol, minipista de atletismo, bolão e cochos nas lagoas para a prática da natação. Era portanto, no atletismo que a Associação Alemã mais se destacava.
Durante a Segunda Guerra Mundial, o Brasil se posicionou contra os países do Eixo, e todas as associações de imigrantes vindos desse países declarados inimigos, passaram a ser perseguidas e legalmente proibidas pelo Governo Vargas. O Deutsch, sendo de origem alemã, passou a ser oficialmente perseguido, o que levou seus sócios a venderem a sede e aportuguesar o nome da associação para Associação Alemã de Esportes.
Posteriormente, tal sede foi comprada pelo São Paulo Futebol Clube em 1944, que depois vendeu para a Associação Portuguesa de Desportos em 1956, a qual construiu o atual Estádio Doutor Oswaldo Teixeira Duarte, o Canindé, no lugar do antigo estádio chamado de Ilha da Madeira, no Distrito do Pari, em São Paulo.
Os membros da Associação Alemã de Esportes podiam usar normalmente as dependências da sede vendida para o São Paulo. Os relatos contam que, com o tempo, os sócios da Associação foram se transferindo para o São Paulo, que acabou por absorver a entidade em definitivo.